# Evangelický kostel (Těrlicko)
Evangelický kostel v Těrlicku je reprezentant funkcionalistického modernismu. Nachází se v části Horní Těrlicko na ul. Kostelní. Kostel náleží sboru Slezské církve evangelické augsburského vyznání v Těrlicku.
Byl vystavěn podle architektonického návrhu Bronislava Firly. Musel být postaven bez věže. Posvěcen byl roku 1967. Věž byla dostavěna roku 1997.
Kostel je vybaven varhanami firmy Rieger-Kloss. Nacházejí se v něm plastiky Lumíra Čmerdy.